# Boonsboro
Boonsboro es un pueblo ubicado en el condado de Washington en el estado estadounidense de Maryland. En el Censo de 2010 tenía una población de 3.336 habitantes y una densidad poblacional de 443,54 personas por km².

## Geografía
Boonsboro se encuentra ubicado en las coordenadas 39°30′27″N 77°39′29″O / 39.50750, -77.65806. Según la Oficina del Censo de los Estados Unidos, Boonsboro tiene una superficie total de 7.52 km², de la cual 7.51 km² corresponden a tierra firme y (0.17%) 0.01 km² es agua.

## Demografía
Según el censo de 2010, había 3.336 personas residiendo en Boonsboro. La densidad de población era de 443,54 hab./km². De los 3.336 habitantes, Boonsboro estaba compuesto por el 95.41% blancos, el 2.1% eran afroamericanos, el 0.12% eran amerindios, el 1.02% eran asiáticos, el 0.09% eran isleños del Pacífico, el 0.54% eran de otras razas y el 0.72% pertenecían a dos o más razas. Del total de la población el 2.73% eran hispanos o latinos de cualquier raza.